# Spee (tvättmedel)

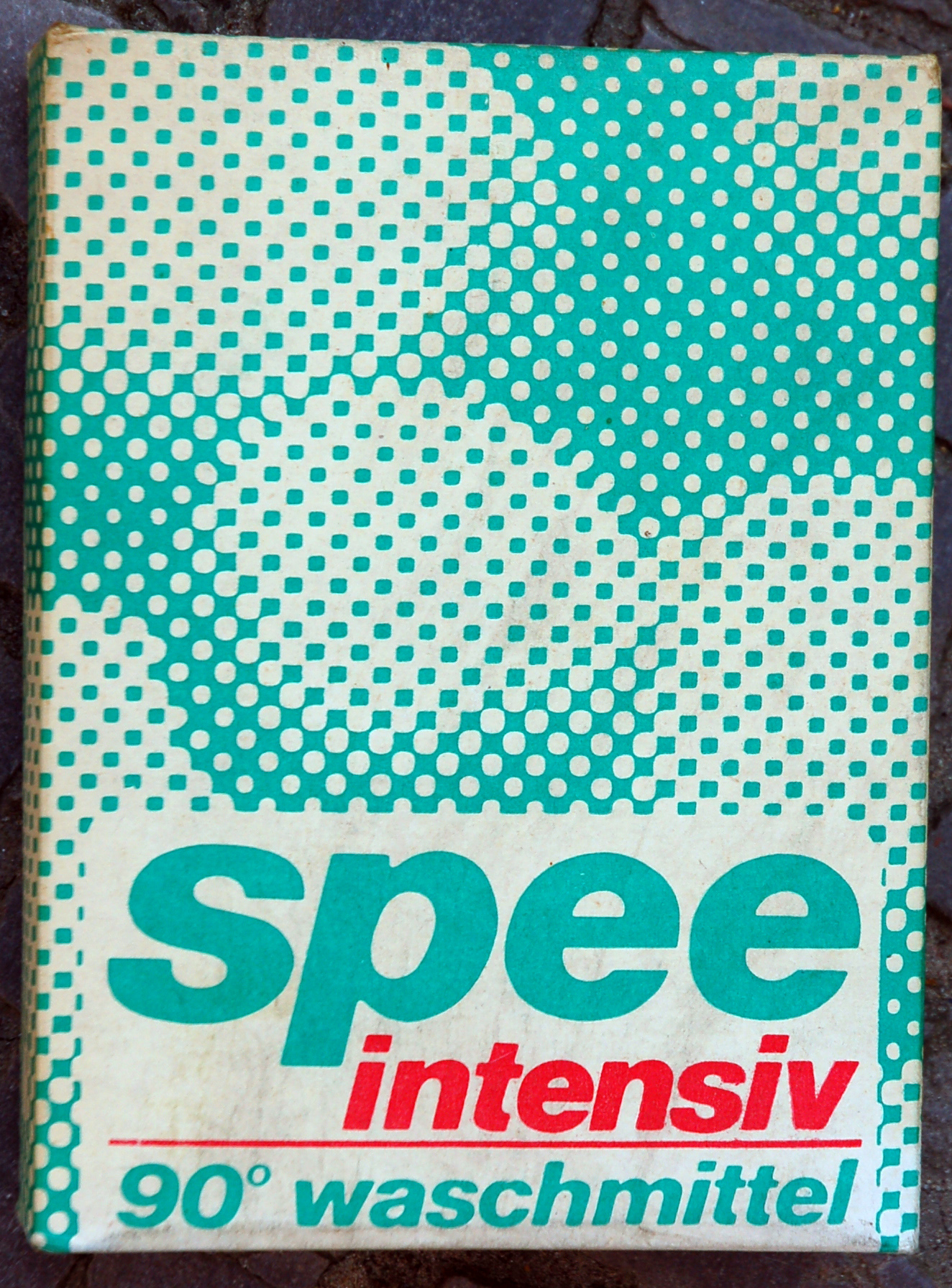
Ett paket Spee inköpt i DDR.

Spee (av Spezial-Entwicklung, "specialutveckling") är ett tvättmedel tillverkat av Henkel.

## Historia
Efter andra världskriget blev Henkel av med sin Persil-fabrik i Genthin som beslagtogs av den sovjetiska ockupationsmakten. I Östtyskland skapades VEB Persil-Werk i Genthin medan Henkel fortsatte tillverkningen i Västtyskland. 1968 bytte man i Östtyskland namn till Spee. 1990 köpte Henkel tillbaka Spee-fabriken i Genthin och idag är Spee ett av de mest kända tvättmedlen i Tyskland.